# Thinking of You
Thinking of You (рус. Думаю о тебе) — третий сингл Кэти Перри с её альбома One of the Boys в 2008 году. Это один из трех треков с альбома, написанный только Перри и первый сингл со времен «Ur So Gay», который был продюсирован другим продюсером (Буч Волкер), помимо Dr. Luke. Перри исполнила песню в качестве официального сингла с её хитового альбома One of the Boys впервые на MuchMusic HQ’s MuchOnDemand 15 декабря 2008 года.
«Thinking of You» также фигурирует в собрании CD «That’s What I Call Music! 72» и «Now That’s What I Call Music! 30» в Британии и США соответственно. Песня была включена в международный саундтрек к «Дороги Индии», выигравшей Emmy, бразильской теленовеллы, которая помогла продвинуть вперед «Thinking of You» вверх по чартам и в Бразилии, и Португалии, где теленовелла была показана.

## Отзыв
Видео песни было отмечено как первый балладный сингл, выпущенный Перри в сравнении с её предыдущими синглами. Она изначально получила позитивные рецензии, приведшие в выпуску. Billboard пишет:
"…"Thinking of You", несомненно, более существенная… и закончил: Поскольку женщина, которая играла в игру дольше, чем большинство осознают, она заработала своё содержание."
Согласно Mediabase, её официальная ударная дата на радио Top 40 была 12 января 2009 года. Она получила высокую ротацию от нескольких больших радиостанций в США, начиная с 21 декабря 2008 года, песня уже была в топ-50 в чартах the Mediabase. Однако, песня также была первой песней Перри, которая не ворвалась в U.S. Billboard Hot 100 Top 20 и выпала из топ-10 (а в некоторых случаях даже из топ-20) во всех странах выпуска.

## Появление в чартах
«Thinking of You» дебютировало в чарте the Bubbling Under Hot 100 5 строчкой, парой неделей позже окончательно застряла в чарте the Hot 100 на 79 позиции, и в течение трех недель она поднялась до её максимальной 29 позиции и оставалась на ней 3 недели подряд. Песня дебютировала в канадском чарте Hot 100 58 позицией, на следующей неделе она поднялась на 24 позиции вверх, достигнув максимальной строчки на 34 номере. В Ирландии песня дебютировала 50 номером, но на следующей неделе выпала из топ-50. Песня дебютировала на 63 позиции в Британии, несмотря на минимальные выпуски в эфире на музыкальных каналах и радио. Песня достигла максимальной позиции на 27 номере в чарте the UK Singles Chart.

## Клип
Первая версия
Первый музыкальный клип был выпущен в 2007 году и возник на YouTube в мае 2008 года. Видео включает в себя множество комнат, включая белую комнату с Перри, которая напоминает о насилии (к примеру, белое вино), темная комната с грустной Перри в неудовлетворительных отношениях, и облачной местностью. В видео использована техника параллельного монтажа, который сравнивает два вида отношений: первый с Перри, вспоминающей о прошлом и другой показывающей сожаление. Видео заканчивается разоблачением, в котором Перри буквально заколола мужчину в чёрном в белой комнате.
Перри заявила в интервью, что целью видео не было никогда получить коммерческий выпуск, это просто обыкновенный клип «сделанный другом».
Вторая версия
Перри призналась на её блоге, что она уже начала снимать съемки второго и официального клипа в первой неделе декабря 2008 года, режиссёром которого стал Melina. Видео было впервые показано эксклюзивно на iTunes 23 декабря 2008 года.
Клип представляет собой ретроспективу с молодой девушкой (которую играет Перри), чей любимый был убит во Франции во время Второй мировой войны. Скорбя, она встретилась с другим и вышла за него, хоть ей и «противно от самой себя». Однако, её настоящая любовь всё ещё жива в её сердце, и она жаждет, чтобы её умерший любимый воскрес. Клип снят вместе с актером Мэттом Далласом в роли настоящей любви Перри и моделью Андерсоном Дэвисом в роли второй любви Перри. У видео к песне было более 16 миллионов просмотров на YouTube.

## Список композиций
- UK Promo CD single[5]

1. «Thinking of You» (radio edit) — 3:58
2. «Thinking of You» (album version) — 4:08
3. «Thinking of You» (live acoustic) — 4:51
4. «Thinking of You» (instrumental) — 4:13

- European CD single[5][6]

1. «Thinking of You» (album version) — 4:09
2. «Thinking of You» (live acoustic) — 4:51

## Чарты и сертификации
| Чарт (2009)                                 | Высшая позиция |
| ------------------------------------------- | -------------- |
| Австралия (ARIA)                            | 34             |
| Австрия (Ö3 Austria Top 40)                 | 18             |
| Бельгия/Фландрия (Ultratip Bubbling Under)  | 9              |
| Бельгия/Валлония (Ultratip Bubbling Under)  | 14             |
| Канада (Billboard Canadian Hot 100)         | 24             |
| Канада (Billboard CHR/Top 40)               | 19             |
| Канада (Billboard Hot AC)                   | 10             |
| Чехия (Rádio — Top 100)                     | 12             |
| Европа (Billboard European Hot 100 Singles) | 20             |
| Франция (SNEP)                              | 11             |
| Германия (GfK)                              | 19             |
| Ирландия (IRMA)                             | 38             |
| Италия (FIMI)                               | 14             |
| Нидерланды (Dutch Top 40)                   | 18             |
| Нидерланды (Single Top 100)                 | 79             |
| Словакия (Rádio — Top 100)                  | 37             |
| Швеция (Sverigetopplistan)                  | 29             |
| Швейцария (Schweizer Hitparade)             | 45             |
| Великобритания (OCC UK Singles)             | 27             |
| США (Billboard Hot 100)                     | 29             |
| США (Billboard Adult Contemporary)          | 26             |
| США (Billboard Adult Pop Airplay)           | 11             |
| США (Billboard Pop Airplay)                 | 17             |

| Чарт (2009)                     | Позиция |
| ------------------------------- | ------- |
| Brazil (Brasil Hot 100 Airplay) | 10      |
| Brazil (Brasil Hot Pop Songs)   | 5       |

| Регион | Сертификация | Продажи   |
| --- | ------------ | --------- |
| Бразилия (ABPD) | Платиновый   | 60 000*   |
| Канада (Music Canada) | Платиновый   | 40 000*   |
| Великобритания (BPI) | Серебряный   | 200 000   |
| США (RIAA) | Платиновый   | 1,100,000 |
| * Данные о продажах приведены только на основе сертификации. · Данные о продажах + прослушиваниях приведены только на основе сертификации. |              |           |